# Robor
Nella mitologia celtica, e in particolare gallo-romana, Robor o Robur o Roboris era un dio invocato insieme al genius loci. È attestato da un'unica iscrizione rinvenuta ad Angoulême.
Il nome potrebbe derivare dalla radice latina robur, che significa quercia.